# Mys Gata
Mys Gata (řecky Κάβο Γάτα, Kavo Gata) je mys na ostrově Kypr. Leží na britské vojenské základně Akrotiri a Dekelia asi 11 km jižně od Limesosu.

## Geografie
Mys Gata se nachází na jihovýchodě poloostrova Akrotiri poblíž obce Akrotiri a tvoří nejjižnější bod ostrova Kypr. Asi šest kilometrů na severozápad se nachází slané jezero Limassol a asi devět kilometrů na západ leží na západní straně poloostrova mys Zevgari. Na severovýchodě se nachází záliv Akrotiri, na jehož jižním konci je mys.
Na mysu byl v roce 1864 postaven osm metrů vysoký maják s výškou světelného zdroje 58 m n. m. a dosvitem 15 nm (27,8 km). Maják je však ve špatném stavu.